# Balonul de Aur, ediția 1957
Balonul de Aur 1957 a fost a doua ediție a Balonului de Aur și a fost câștigată de jucătorul lui Real Madrid, Alfredo di Stéfano.

## Locuri
| Loc | Nume               | Club                    | Naționalitate     | Puncte |
| --- | ------------------ | ----------------------- | ----------------- | ------ |
| 1   | Alfredo di Stéfano | Real Madrid             | Spania            | 72     |
| 2   | Billy Wright       | Wolverhampton Wanderers | Anglia            | 19     |
| 3   | Duncan Edwards     | Manchester United       | Anglia            | 16     |
| 3   | Raymond Kopa       | Real Madrid             | Franța            | 16     |
| 5   | Ladislao Kubala    | Barcelona               | Ungaria           | 15     |
| 6   | John Charles       | Juventus                | Țara Galilor      | 14     |
| 7   | Eduard Streltsov   | Torpedo Moscova         | Uniunea Sovietică | 12     |
| 8   | Tommy Taylor       | Manchester United       | Anglia            | 10     |
| 9   | József Bozsik      | Budapest Honvéd         | Ungaria           | 9      |
| 9   | Igor Netto         | Spartak Moskva          | Uniunea Sovietică | 9      |
| 11  | Lev Yashin         | Dynamo Moskva           | Uniunea Sovietică | 8      |
| 12  | Gyula Grosics      | Tatabánya               | Ungaria           | 7      |
| 12  | Francisco Gento    | Real Madrid             | Spania            | 7      |
| 14  | Miloš Milutinović  | Partizan Belgrade       | Iugoslavia        | 4      |
| 14  | Danny Blanchflower | Tottenham               | Irlanda de Nord   | 4      |
| 14  | Juan Schiaffino    | Milan                   | Italia            | 4      |
| 17  | Stanley Matthews   | Blackpool               | Anglia            | 3      |
| 17  | Johnny Haynes      | Fulham                  | Anglia            | 3      |
| 17  | Gerhard Hanappi    | Rapid Wien              | Austria           | 3      |
| 20  | Sándor Kocsis      | Young Fellows Zürich    | Ungaria           | 2      |
| 20  | Horst Szymaniak    | Wuppertaler SV          | Germania de Vest  | 2      |
| 22  | Kurt Hamrin        | Padova                  | Suedia            | 1      |
| 22  | Ladislav Novák     | Dukla Praga             | Cehia             | 1      |